# Jozef Gebura
Jozef Gebura (26. květen 1902, Dolný Kubín - 23. říjen 1976, Veľký Biel) byl slovenský a československý lékárník.

## Život
Maturoval na gymnáziu v Banské Bystrici (1920). Působil v Praze, Bratislavě a v Dolním Kubíně. Vedoucí kontrolní laboratoře léčiv a gelenické laboratoře v Žilině. Místopředseda Československé a Slovenské farmaceutické společnosti. Nositel několika resortních ocenění.